# Старые Чути
Старые Чути (тат. Иске Чүте) — деревня в Бавлинском районе Татарстана, входит в состав Кзыл-Ярского сельского поселения.

## География
Деревня расположена на реке Ик, в 14 км к северо-востоку от г. Бавлы.

## История
Деревня Старые Чути основана в 1-й половине XVIII веке. Являлось селением башкир Байларской волости.
В 1816 году учтены 26 душ башкир мужского пола, которые припустили «без договору и безоброчно татар ясачных в 6 дворах 21 душа». В 1859 году в 28 дворах проживали 35 башкир мужского и 55 казенных крестьян из ясачных татар мужского пола. Ясачные татары имели договор с башкирами Кыр-Еланской волости.
До 1860 гг. жители относились к сословиям башкир-вотчинников и государственных крестьян.
В «Списке населённых мест Российской империи», изданном в 1864 году по сведениям 1859 года, населённый пункт упомянут как казённая и башкирская деревня Старые Чути 4-го стана Бугульминского уезда Самарской губернии. Располагалась по правую сторону почтового тракта из Бугульмы в Уфу, при реке Ике, в 39 верстах от уездного города Бугульмы и в 17 верстах от становой квартиры в казённом селе Ефановка (Крым-Сарай, Орловка, Хуторское). В деревне, в 29 дворах проживали 188 человек (92 мужчины и 96 женщин), была мечеть.
В 1900—1901 годах в 23 дворах учтены 140 башкир.
Основные занятия жителей в этот период — земледелие и скотоводство. В начале XX в. в деревне функционировали мечеть и мектеб. В этот период земельный надел сельской общины составлял 900 десятин.
До 1920 года деревня входила в Александровскую волость Бугульминского уезда Самарской губернии. С 1920 года в составе Бугульминского кантона ТАССР. С 10.8.1930 г. в Бавлинском, 10.2.1935 г. в Ютазинском, с 1.2.1963 г. в Бугульминском, с 12.1.1965 г. в Бавлинском районах. Ныне входит в состав Кзыл-Ярского сельского поселения.
Жители занимаются полеводством, мясо-молочным скотоводством.
В окрестностях деревни выявлен археологический памятник — Старо-Чутинская стоянка (Черкаскульская культура).

## Население
| 1816        | 1834 | 1859 | 1889 | 1897 | 1910 | 1920 | 1926 | 1938 | 1949 | 1958 | 1970 | 1979 | 1989 | 2002 | 2010 | 2015       |
| ----------- | ---- | ---- | ---- | ---- | ---- | ---- | ---- | ---- | ---- | ---- | ---- | ---- | ---- | ---- | ---- | ---------- |
| 26 душ м.п. | 52   | 188  | 279  | 376  | 504  | 593  | 430  | 385  | 302  | 272  | 287  | 246  | 115  | 126  | 143  | 140 татары |

## Известные уроженцы
- Ф.Ш. Нуриева (р. 1956) - языковед, доктор филологических наук.

## Социальная инфраструктура
В деревне действует фельдшерско-акушерский пункт.